# Drūkšių ežeras
Drūkšių ežeras este o arie protejată (sit de importanță comunitară — SCI) din Lituania întinsă pe o suprafață de 3.612 ha, integral pe uscat.

## Localizare
Centrul sitului Drūkšių ežeras este situat la coordonatele 55°37′19″N 26°34′57″E / 55.6219°N 26.5825°E.

## Înființare
Situl Drūkšių ežeras a fost declarat sit de importanță comunitară în iunie 2005 pentru a proteja 2 specii de animale.

## Biodiversitate
Situată în ecoregiunea boreală, aria protejată nu include niciun habitat protejat.
La baza desemnării sitului se află mai multe specii protejate:
- mamifere (1): vidră de râu (Lutra lutra)
- pești (1): zvârluga (Cobitis taenia)